# Tekerő (település)

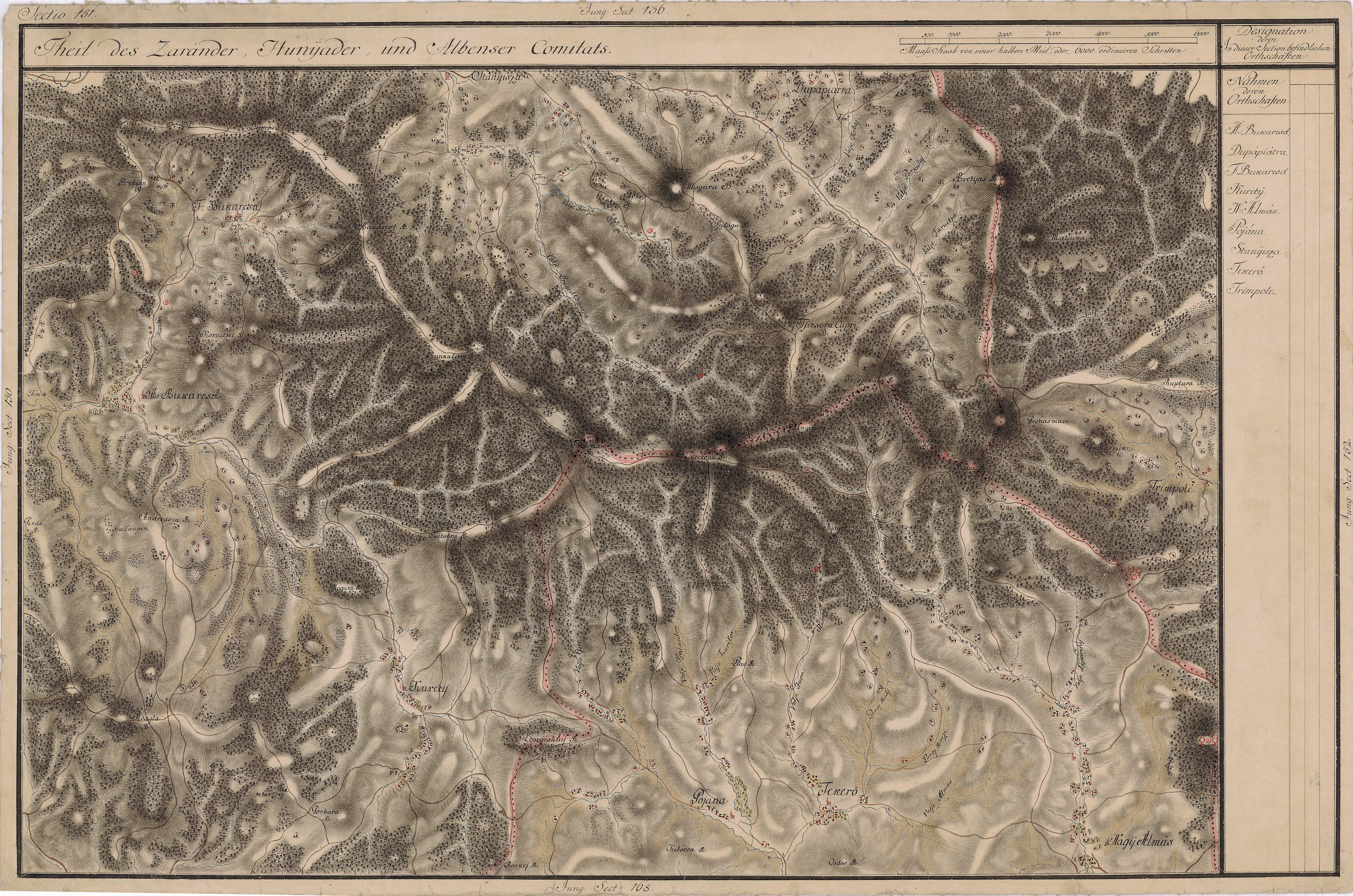
Tekerő egy régi térképen

Tekerő románul: Techereu, település Romániában, Erdélyben, Hunyad megyében.

## Fekvése
Az Erdélyi-érchegységben, Algyógytól északra, Zalatnától nyugatra fekvő település.

## Története
Tekerő nevét 1407-ben p. Thekerew néven említette először oklevél.
1412-ben p. Tekerew, 1509-ben és 1511-ben p. Thekerew, 1733-ban Tekerő, 1808-ban Tyekeró, 1861-ben Tyekereu, 1913-ban Tekerő néven írták.
1518-ban Al-Diód városhoz (várhoz) tartozott.
1891-ben a Pallas Nagy Lexikona írta a településről:
Tekerő, kisközség Hunyad vármegye algyógyói járásában, 365 oláh lakossal, több kisebb arany- és ezüstbányával.
A trianoni békeszerződés előtt Hunyad vármegye Algyógyi járásához tartozott.
1910-ben 428 lakosából 27 magyar, 400 román volt. Ebből 17 római katolikus, 399 görögkeleti ortodox, 5 unitárius volt.